# フィールドテスト
フィールドテストとは、日本における経済価値ベースのソルベンシー規制導入に向けた影響調査のことである。その内容については、欧州におけるソルベンシーIIとの関係が指摘されている。実施結果が2011年5月24日に公表された。

## 趣旨
金融庁によれば、フィールドテストを実施する趣旨は、以下の通りとされている。
経済価値ベースのソルベンシー規制は、資産負債の一体的な時価評価を通じ、保険会社の財務状況の的確な把握や、保険会社のリスク管理の高度化に資するものであることから、近年、国際的にも、保険監督者国際機構等において、その導入に向けた検討が行われている。また、我が国においても、平成21年度の保険会社等向け監督方針において、「保険会社の実態把握を十分に行いつつ、導入について検討を行っていく」としている。
こうした状況を踏まえ、今般、各保険会社において、試行的に、経済価値ベースの保険負債等を計算するフィールドテストを実施することにより、各保険会社の対応状況を把握するとともに、その過程で抽出された実務上の問題点等を今後の導入に向けた検討に活かしていくこととする。